# Écrosnes
Écrosnes település Franciaországban, Eure-et-Loir megyében. Lakosainak száma 860 fő (2022. január 1.). Écrosnes Émancé és Orphin községekkel határos.

## Népesség
A település népességének változása:
| Lakosok száma | 421  | 563  | 719  | 766  | 842  | 865  | 855  | 838  | 829  | 860  |
|               | 1968 | 1982 | 1990 | 2006 | 2013 | 2015 | 2017 | 2019 | 2020 | 2022 |